# تاریخ نظامی افغانستان
تاریخ نظامی افغانستان (به پشتو: د افغانستان مسلح ځواک) قبل از سال ۱۷۰۹ آغاز شد؛ زمانی که سلسله هوتکی در قندهار و پس از آن، امپراتوری درانی تأسیس شد. ارتش افغانستان با کمک راج بریتانیا در سال ۱۸۸۰، زمانی که کشور توسط امیر عبدالرحمان خان اداره می‌شد، دوباره سازماندهی شد و همچنین در اوایل قرن بیستم، در دوران حکومت امان‌الله شاه و سپس در زمان حکومت چهل‌ساله محمد ظاهرشاه، به‌روز شد. اتحاد جماهیر شوروی، تقریباً تمام تسلیحات، آموزش و نیازهای نظامی افغانستان را بین دهه ۱۹۵۰ و ۱۹۷۰ تأمین می‌کرد. از سال ۱۹۷۸ تا ۱۹۹۲، نیروهای مسلح افغانستان، تحت حمایت شوروی، درگیر نبردهای سنگین با گروه‌های مجاهدین چندملیتی بودند که در آن زمان توسط آمریکا، پاکستان و دیگران، حمایت می‌شدند. پس از استعفای رئیس‌جمهور، محمد نجیب‌الله، در سال ۱۹۹۲ و پایان حمایت شوروی، ارتش افغانستان به بخش‌های تحت کنترل جناح‌های مختلف فروپاشید. این دوره توسط رژیم طالبان دنبال شد که رهبران آن تحت تأثیر نیروهای مسلح پاکستان، آموزش دیده بودند.
پس از سرنگونی رژیم طالبان در اواخر سال ۲۰۰۱ و تشکیل دولت موقت افغانستان، واحدهای نظامی جدید، ایجاد شدند. آنها توسط کشورهای عضو ناتو و در درجه اول، توسط آمریکا آموزش دیده بودند. نیروهای مسلح افغانستان به‌طور مستقل عمل می‌کردند اما از حمایت هوایی نیروی هوایی آمریکا برخوردار بودند. افغانستان به عنوان متحد اصلی غیر ناتو، تا اواسط سال ۲۰۲۱، به دریافت میلیاردها دلار کمک نظامی از آمریکا ادامه داد.
با تسلط طالبان بر افغانستان در اوت ۲۰۲۱، نیروهای مسلح جمهوری اسلامی افغانستان عملاً منحل شدند و شورشیان سابق، به ارتش جدید این کشور، تبدیل شدند. بقایای ارتش ملی منحل شده افغانستان، به عنوان جبهه مقاومت ملی افغانستان برای راه‌اندازی جنگ چریکی علیه امارت اسلامی، مجدداً جمع شدند.